# Zane Nonggorr
Zane Nonggorr (Australia, 30 de marzo de 2001) es un jugador profesional australiano de rugby que se desempeña en la posición de pilar derecho en Queensland Reds, equipo perteneciente a la liga Súper Rugby.

## Carrera
En 2019, Nonggorr se unió al equipo Queensland Reds, donde lleva jugando cinco temporadas, teniendo en su haber más de cuarenta partidos jugados. También es parte de la Selección de rugby de Australia.